# Romans doskonały
Romans doskonały – amerykańsko-kanadyjska komedia romantyczna z 2004 roku.

## Fabuła
Tess Kelley jest przekonana, że jej córka Jenny jeszcze się nie pozbierała po rozwodzie z Rickiem Meadowsem - nieodpowiedzialnym, wiecznie nieobecnym ojcem jej dziecka Jesse'ego. Odbija się to na związku Jenny z Milesem Healeyem, który jeszcze nie jest jej narzeczonym. Tess bierze sprawy w swoje ręce. Podszywając się pod Jenny zapisuje się na portal dla randkowiczów. Tam umawia ją z Peterem Campbellem – nieśmiałym profesorem literatury z Anglii. Peter i Jenny poznają się w rzeczywistości, ale pomysł Tess zadziałał w przeciwnym kierunku.

## Obsada
- Kathleen Quinlan – Tess Kelley
- Lori Heuring – Jenny Kelley
- Henry Ian Cusick – Peter Campbell
- Michael Trucco – Miles Healey
- J.R. Bourne – Rick Meadows
- Nico McEown – Jesse Kelly
- Ona Grauer – dziewczyna Petera
- Adam Harrington – przyjaciel Petera

i inni